# Olexandr Klymenko (ciclista)
Olexandr Klymenko –en ucraniano, Олександр Клименко– (27 de marzo de 1970) es un deportista ucraniano que compitió en ciclismo en las modalidades de pista y ruta. Ganó una medalla de plata en el Campeonato Mundial de Ciclismo en Pista de 1997, en la prueba de persecución por equipos.

## Medallero internacional
| Campeonato Mundial | Campeonato Mundial | Campeonato Mundial | Campeonato Mundial      |
| Año                | Lugar              | Medalla            | Competición             |
| ------------------ | ------------------ | ------------------ | ----------------------- |
| 1997               | Perth ( Australia) | Medalla de plata   | Persecución por equipos |

## Palmarés
2000
- 2.º en el Campeonato de Ucrania Contrarreloj.

2001
- 2.º en el Campeonato de Ucrania Contrarreloj.

2002
- Campeonato de Ucrania en Ruta
- Tour de Japón, más 1 etapa
- Bałtyk-Karkonosze Tour, más 1 etapa

2003
- Bałtyk-Karkonosze Tour, más 1 etapa